# فاليرنا (إيطاليا)
فاليرنا ((باليونانية: Phalerne)‏) هي بلدة و كومونا في مقاطعة قطنصار، في منطقة فلورية بجنوب إيطاليا. تقع على الطريق السريع A3 .
وهناك قسمان من المدينة الاول هو فاليرنا القسم الأقدم ويقع فوق مجموعة من المنحدرات، وتقع مرسى فاليرنا على شاطئ البحر ويتميز بشاطئ رائع والعديد من الفنادق، وكاستيغليون ماريتيمو هو «فرازيوني» في بلدية فاليرنا وتعد بؤرة استيطانية نورمان سابقة.
وهاجر العديد من سكان فاليرنا إلى الولايات المتحدة، ولا سيما غرب ولاية بنسلفانيا، وعاد عدد قليل منهم إلى مسقط رأسهم بعد التقاعد، ويتحدث السكان الأكبر سنًا لهجة مميزة من الإيطالية تُعرف باسم فيلارنيس (Falernese)و إنها تحتضر مع استمرار وسائل الإعلام والمدارس في توحيد اللغة الإيطالية في جميع أنحاء البلاد.

## روابط خارجية
- موقع Pro Loco[وصلة مكسورة] (اتحاد سياحي)